# Liste der Monuments historiques in Chambrecy
Die Liste der Monuments historiques in Chambrecy führt die Monuments historiques in der französischen Gemeinde Chambrecy auf.

## Liste der Immobilien
| Bezeichnung      | Beschreibung            | Standort               | Kennzeichnung | Schutzstatus | Datum | Bild           |
| ---------------- | ----------------------- | ---------------------- | ------------- | ------------ | ----- | -------------- |
| Kirche St-Julien | aus dem 12. Jahrhundert | Rue de l’Église (Lage) | PA00078653    | Classé       | 1919  | weitere Bilder |

## Liste der Objekte
| Bezeichnung                | Beschreibung                           | Standort                       | Kennzeichnung | Schutzstatus | Datum | Bild |
| -------------------------- | -------------------------------------- | ------------------------------ | ------------- | ------------ | ----- | ---- |
| Kanzel                     | Holz, 19. Jahrhundert                  | in der Kirche St-Julien (Lage) | PM51002969    | Inscrit      | 1980  |      |
| Grabstein für Jean Chinoir | Stein, bezeichnet 1580                 | in der Kirche St-Julien (Lage) | PM51000253    | Classé       | 1908  |      |
| Kruzifix                   | Holz, 18. Jahrhundert                  | in der Kirche St-Julien (Lage) | PM51002968    | Inscrit      | 1980  |      |
| Skulptur Madonna mit Kind  | Stein, farbig gefasst, 15. Jahrhundert | in der Kirche St-Julien (Lage) | PM51000254    | Classé       | 1980  |      |
| Skulptur Heiliger Julianus | Stein, farbig gefasst, 16. Jahrhundert | in der Kirche St-Julien (Lage) | PM51000255    | Classé       | 1980  |      |
| Wandgemälde                | aus dem 13. oder 14. Jahrhundert       | in der Kirche St-Julien (Lage) | PM51001478    | Classé       | 1919  |      |